# HP-25

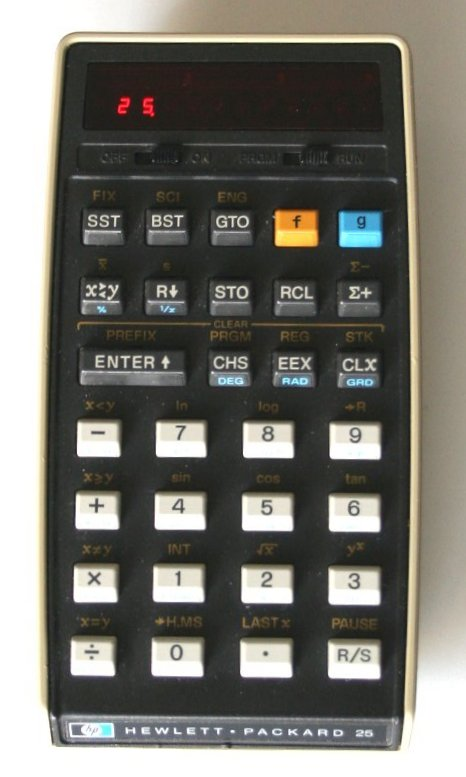
Frontansicht des HP-25

Der HP-25  war ein programmierbarer Taschenrechner von Hewlett-Packard; er war die kommerziell sehr erfolgreiche günstige Alternative zum ersten programmierbaren Taschenrechner der Welt, dem HP-65.
Er kam 1975 zum Preis von 195 US$ auf den amerikanischen Markt. In Deutschland kostete er 1976 etwa 650 DM. Er hatte keinen Magnetkartenleser und konnte daher nur über die Tastatur programmiert werden. Nach dem Ausschalten war das Programm verloren und musste neu eingegeben werden.
Insgesamt hatte der HP-25 Platz für 49 Programmschritte, wobei anders als bei den Vorgängern kombinierte Tastenfolgen nur einen Schritt benötigten. Zusätzlich besaß er acht Speicherregister und spezielle wissenschaftliche und statistische Funktionen. Das mitgelieferte 161 Seiten starke, vierfarbig gedruckte Programmierhandbuch beinhaltete eine Vielzahl von mathematischen, wissenschaftlichen, navigatorischen oder finanztechnischen Programmbeispielen, die eine für damalige Taschenrechner unglaubliche Leistungsfähigkeit darstellten. Sprünge zu Labels oder zum Einfügen von Befehlen waren nicht implementiert.
Wie alle HP-Taschenrechner nutzte er zur Eingabe die umgekehrte polnische Notation (UPN) und verarbeitete die Zahlen auf einem vier Ebenen tiefen Stapelspeicher (Registerbezeichnungen: x,y,z und t). Fast alle Tasten waren dreifach belegt und konnten über eine blaue und gelbe Präfixtaste aufgerufen werden. Zur Umschaltung zwischen Rechenmodus und Programmiermodus diente ein Schiebeschalter. Als Anzeige hatte er eine zwölfstellige rote LED-Anzeige (10 Stellen benutzt). Der HP-25 war der erste Taschenrechner, der das sogenannte „technische Anzeigeformat“ beherrschte – eine Exponentialdarstellung, bei der der Exponent immer ein Vielfaches von 3 ist, wodurch eine Übereinstimmung mit den SI-Präfixen erzielt wird (z. B. Mega, Kilo, Milli, Mikro).
Ein Jahr später, 1976, brachte Hewlett-Packard den weitgehend identischen HP-25C (Continuous memory) heraus, der aufgrund der Nutzung der neuen stromsparenden CMOS-Technik sein eingetipptes Programm auch nach dem Ausschalten behielt. Doch konnten bei Weitem nicht mehr so viele Käufer angesprochen werden wie mit dem Vorgängermodell.
Der HP-25 und HP-25C gehören zur Woodstock Serie in der zweiten Generation der HP Taschenrechner.

## Einzelbelege
1. ↑  David G. Hicks: The Museum of HP Calculators. 1995, abgerufen am 25. Februar 2017 (englisch, Second Generation Handheld Calculators [1975]).
2. ↑  A. Spyropoulos: 2. The Woodstock Series (1975–1979). In: HP Calculators. 2005, archiviert vom Original (nicht mehr online verfügbar) am 7. September 2017; abgerufen am 25. Februar 2017 (englisch).  Info: Der Archivlink wurde automatisch eingesetzt und noch nicht geprüft. Bitte prüfe Original- und Archivlink gemäß Anleitung und entferne dann diesen Hinweis.